# Belmesnil
Belmesnil ist eine französische Gemeinde mit 446 Einwohnern (Stand 1. Januar 2022) im Département Seine-Maritime in der Region Normandie. Sie gehört zum Arrondissement Dieppe und zum Kanton Luneray. Die Einwohner werden Belmesnilais genannt.

## Bevölkerungsentwicklung
| Jahr      | 1962 | 1968 | 1975 | 1982 | 1990 | 1999 | 2007 | 2014 |
| Einwohner | 299  | 341  | 328  | 381  | 427  | 432  | 498  | 464  |